# Reezy
Reezy, pseudonimo di Raheem Heid (Francoforte sul Meno, 28 giugno 1995), è un rapper tedesco.

## Biografia
Nato e cresciuto a Francoforte sul Meno, Reezy ha origini statunitensi. Dopo essere stato scoperto da Bausa, che gli ha permesso di firmare un contratto discografico con l'etichetta di propria proprietà TwoSides, parte della Sony Music Entertainment, ha messo in commercio i mixtape Feueremoji e Tropfenemoji nel 2018.
Il suo primo successo è arrivato con Phantom, certificato oro dalla Bundesverband Musikindustrie, IFPI Schweiz e IFPI Austria, che si è classificato in 9ª posizione nelle Offizielle Deutsche Charts e in top twenty nella Ö3 Austria Top 40. Il pezzo ha anticipato il secondo album in studio Weißwein & Heartbreaks, pubblicato nel 2020, che si è posto in top ten in Germania, al 15º posto in Austria e al 33º nella Schweizer Hitparade.

## Discografia

### Album in studio
- 2019 – Teenage Forever
- 2020 – Weißwein & Heartbreaks
- 2022 – Loyalty over Love
- 2023 – Mr. Misunderstood
- 2025 – Born Spinner

### EP
- 2023 – Nur damit du weißt
- 2024 – No Album

### Mixtape
- 2018 – Feueremoji
- 2018 – Tropfenemoji

### Singoli
- 2016 – Maison Martin Margiela's
- 2017 – Satellit
- 2017 – 4 Herzen
- 2018 – Déjà vu 1997
- 2018 – Osaft (feat. Bausa)
- 2018 – Testament 1995
- 2018 – Poptarts 1982
- 2018 – Vibe (con Minhtendo)
- 2018 – Chilln (con Rola)
- 2018 – Frankfurt City Blues
- 2018 – PMW
- 2019 – Gefühl für die Zeit
- 2019 – 100k
- 2019 – Phantom (feat. Summer Cem)
- 2020 – My Little Sunshine
- 2020 – Quentin Quarantino
- 2020 – Excel
- 2020 – Sandman (con Bausa)
- 2020 – Chrome Hearts
- 2020 – Bad (con Luciano)
- 2020 – Overnight (con Data Luv)
- 2020 – Trance (con Nimo)
- 2021 – Manchester
- 2021 – Noch einmal (con Miksu / Macloud)
- 2022 – Loyalty over Love
- 2022 – Itachi Flow
- 2022 – Uber (con Kalim)
- 2022 – Moodswings (con Kalim)
- 2023 – Playa's House
- 2023 – Doctor
- 2023 – Shoot
- 2023 – Expensive Shit (con Luciano)
- 2023 – Right Now (con Faroon)
- 2023 – We the Hottest in Here
- 2024 – In & Out
- 2024 – Penny (con Hamza)
- 2024 – Pretty Lil Shawty
- 2024 – Toast (con Peter Fox)
- 2024 – Lass mich (con PaulK e Trim)
- 2024 – Big Boy Maybach
- 2024 – Feuer (con Trim)
- 2024 – Opus
- 2024 – Dschungel
- 2024 – MyLooove (con OZ)
- 2024 – Aufwachen (con Levin Liam)
- 2024 – Money (con Oddworld e OG Keemo)
- 2025 – Sabía que no
- 2025 – Skelly
- 2025 – Thoughts
- 2025 – Buss It (con Pajel)
- 2025 – Full in Love (con PaulK)
- 2025 – Dalé/Funkel
- 2025 – Connected (con RAF Camora)
- 2025 – LNL (con Trim)
- 2025 – Trapper's Lullaby
- 2025 – Gangstaaa (GLS Class)